# Thanneermukkam
Thanneermukkam es una ciudad censal situada en el distrito de Alappuzha en el estado de Kerala (India). Su población es de 31525 habitantes (2011). Se encuentra a 20 km de Alappuzha y a 36 km de Cochín.

## Demografía
Según el censo de 2011 la población de Thanneermukkam era de 31525 habitantes, de los cuales 15349 eran hombres y 16176 eran mujeres. Thanneermukkam tiene una tasa media de alfabetización del 96,13%, superior a la media estatal del 94%: la alfabetización masculina es del 98,12%, y la alfabetización femenina del 94,26%.